# Heavy (canção de Anne-Marie)
"Heavy" é uma canção da cantora e compositora inglesa Anne-Marie. Ela foi lançada em 22 de setembro de 2017 como terceiro single de seu próximo álbum de estréia, Speak Your Mind (2018). Um lyric vídeo para a faixa foi lançado no mesmo dia.

## Composição
"Heavy" é uma canção pop que foi comparada com o seu single anterior, "Ciao Adios". A canção contém batidas tropical que são encontrados em grande parte de trabalhos recentes da cantora.
a A canção foi produzida por The Invisible Men, Nana Rogues, Jonathan White, Team Salut, e MNEK.

## Recepção crítica
Steph Evans do Earmilk escreveu que a canção "segue a garra do pop de "Ciao Adios", com este single, deu mais vida e poder ao vocal de Anne-Marie." 

## Vídeo da música
O clipe oficial da faixa foi lançado no dia 16 de outubro de 2017 em seu canal oficial no YouTube. No clipe, Marie se encontra com ela mesma em várias situações de um relacionamento onde ela gostaria de ter dito algo para pessoa, mas que acabou não saindo na hora.

## Lista de faixas
| Digital download |         |                                                                                            |                                                              |         |  |
| N.º              | Título  | Compositor(es)                                                                             | Produtor(es)                                                 | Duração |  |
| 1.               | "Heavy" | Anne-Marie Rose Nicholson George Astasio Jason Pebworth Jon Shave Tash Phillips Iain James | The Invisible Men Nana Rogues MNEK Jonathan White Team Salut | 2:52    |  |

| Acoustic |                    |         |  |
| N.º      | Título             | Duração |  |
| 1.       | "Heavy" (Acoustic) | 2:52    |  |

| John Gibbons Remix |                              |         |  |
| N.º                | Título                       | Duração |  |
| 1.                 | "Heavy" (John Gibbons Remix) | 3:35    |  |

| Heavy (Remixes) - EP |                              |         |  |
| N.º                  | Título                       | Duração |  |
| 1.                   | "Heavy" (John Gibbons Remix) | 3:35    |  |
| 2.                   | "Heavy" (MÖWE Remix)         | 3:05    |  |
| 3.                   | "Heavy" (Banzo Remix)        | 2:56    |  |
| 4.                   | "Heavy" (Decoy! Remix)       | 2:56    |  |
| Duração total:       | Duração total:               | 11:52   |  |

## Créditos
Adaptado a partir do TIDAL.
- Anne-Marie Nicholson – vocal, composição
- The Invisible Men – composição, produção, teclado, programador
- Tash Phillips – composição
- Iain James – composição
- MNEK – produção, engenharia, programador
- Jonathan White – produção, guitarra, baixo, programador
- Team Salut – produção, guitarra
- Nana Rogues – produção, a guitarra e o baixo, o programador
- Cameron Gower Poole – backing vocal, produção, engenharia,
- Stuart Hawkes – engenheiro de masterização
- Dylan Cooper – programador
- Phil Tan – mixagem

## Charts
| País        | Chart (2017)            | Melhor posição |
| ----------- | ----------------------- | -------------- |
| Bélgica     | Ultratop 50 de Flandres | 31             |
| Bélgica     | Ultratip da Valônia     | 12             |
| Escócia     | Official Charts Company | 33             |
| Irlanda     | IRMA                    | 51             |
| Reino Unido | UK Singles Chart        | 37             |